# Olesicampe curtigena
Olesicampe curtigena é uma espécie de insetos himenópteros, mais especificamente de vespas pertencente à família Ichneumonidae.
A autoridade científica da espécie é Thomson, tendo sido descrita no ano de 1887.
Trata-se de uma espécie presente no território português.